# セントジョン・プロビデンス・ヘルスシステム
セントジョン・プロビデンス・ヘルスシステム（英語：St. John Providence Health System）は、アメリカ合衆国ミシガン州の非営利的団体（英語：Corporation）で8つの病院を所有、運営し、125以上の医療施設で行われているシステムである。その本部は、大デトロイト市 (Metro Detroit) のウォーレンにある2000年現在、この母体であるAscension Healthの五大湖支部はミシガン州の一番大きなヘルスシステムである。
この組織は19,400人の従業員と許可された2,341のベッドがある。

## 歴史
このシステムは1999年プロビデンス・ヘルスシステム(Providence Health System)とセントジョン・ヘルスシステム(St. John Health System)が合併してセントジョン・ヘルスシステムとなったものである。それは後援者のローマンカトリック・コングレガシオン英：Roman Catholic congregation）のDaughters of CharityとSisters of St. Josephが合併してアセンシオンヘルス（英語：Ascension Health）という組織になったからである。
 Anthony R. Tersigniが主宰している,セントジョン・ヘルスシステムは最初は4つの病院から10の病院へと成長してきた。 2000年5月に彼はその組織の五大湖地方の副会長に指名された。
2001年までに、救急センターは、76,400 人の患者をレベル2救急患者として治療した。
2003年に2004会計年度には赤字$40 million ドルを予想した。2003年にそのシステムは病院のベッドをデトロイトからより郊外へ移そうというミシガン州の法律を支持した。 
2008年には、このシステムによる従業員は18,000人である。最高経営責任者のPatricia A. Marylandは経費節約のため300人の臨床に携わらない人のレイオフ、50人は人員整理を行うと発表した。彼女は100ベッドが空きのまま、埋まらないだろうと発言した。
2010年のこのシステムは前の名前セントジョン・プロビデンス・ヘルスシステムに戻った。その組織の官僚は精神を重視したケアの経験を重視するのでプロヴィデンスという名前を追加したと語った。

### 以前のシステム
1910年にプロビデンス病院(Providence Hospital)がデトロイトに開院した。 Sisters of St. Joseph 組織はセントジョン病院(St. John Hospital)を1952年に開院した。当時の病院は250のベッドと 70 人の従業員が古い農場の所のモロス道路にあった。病院の建設は起工式が1948年3月8日にあった。 4歳半の Brenda Kay EarleがMay 15, 1952年5月15日に来院、最初の患者であった。. その年、 Randall John Stewart が最初に生まれた。  2006年にはシステム全体で従業員 4,900名、医学スタッフは700名であった。救急部門は1956年（最初の年）に8,287名を治療した。

1960年代にプロビデンス病院はミシガン州サウスフィールドへ移転した。
「Men’s Guild」という団体が1948 年の創立されたが、これはアメリカ合衆国最初の病院支援団体である。750の会員がいて、一年一回ディナーを催し、募金のハイライトとしていた。 

## 病院
St. John Providence Health System はローマンカトリックのAscension HealthCare Systemに属し、次の病院がある。
- St. John Hospital & Medical Center （デトロイト）
- St. John Providence Hospital （サウスフィールド - 英文：Southfield)
- St. John Macomb-Oakland Hospital (ウォーレン) 
  - St. John Macomb-Oakland Hospital, Oakland Center (Madison Heights）,   - The Macomb and Oakland hospitals merged in 2007, and are now one hospital with two campuses.[7]
- St. John Hospital and Medical Center - North Shores Campus （Harrison Township）
- プロビデンス・パーク病院 (St. John Providence Park Hospital)　(ノバイ)
- St. John River District Hospital (East China Township）、
- Brighton Center for Recovery (Brighton Township)

以前、St. John NorthEast Community Hospital という病院がデトロイトにあり295ベッドを所有していた。2003年までに health system は外来センターを作ると言明した。 2003 年にThe Holy Cross Foundationはその病院を買おうと申し出た。 St. John System は最初拒否し、病院を再建すると言明した。しかし Holy Cross Foundation は再び申し出た。
2007 年にデトロイトのSt. John Riverview Hospital　は閉院した。2011年にこのシステムは St. John Senior Community Center を売り、 Riverview Hospitalを閉鎖した。売却先は投資グループである。

## 賞状
セントジョン・プロビデンス・ヘルスシステムは次の部門において、2007年の優勝者である。AARP Best Employers for Workers over 50 Program

St. John Hospitalは2007年のおいて、神経外科および神経科学において次の49位であった。 US News and World Report.

セントジョン・プロビデンス・ヘルスシステムはデトロイト市の101の明るい会社の一つと認定された。 
St. John Home Careは家庭でのケアや健康を 改善するミシガン賞を受けた。

## 小児科
Ali Rabbani, MD, 小児科主任の指導の下、 St. John Hospital’s 新生児強化ケアユニット（英語：Intensive Care Unit (NICU) ）は1970年に開始された。この病院は高いリスクの妊娠を受け入れる。St. John Birthing center.では最初の出産室で1952年は出生は855, 2001年は出産3,893あった。この施設では出産、回復、産後ケアにおいて、31人の母親、小児、家族を世話することができる。

## 外科
最初の心臓バイパス手術はクリーブランドクリニックで１年間練習した後にPhilip J. Feringa医師によってなされた。St. John では診断、心臓治療の外科的または内科的治療ができる。最初の腹腔鏡で胆石除去手術は1989年Abdel Kader Hawasli博士によりなされた。この手法はミニアチュアカメラを使い、ビデオモニターを見ながら、ヘルニアとか虫様突起炎とか脾臓摘出、大腸摘出、腰椎の手術、肝臓の嚢腫の治療に用いられる。移植センターが1990年に開設された。最初の膵臓移植は1992年に行われた。1993年には、Hawasli博士により腎臓摘出が腹腔鏡でなされた。2000年までに移植センターでは500例の臓器移植がなされた。

## 癌の治療
The St. John Hospital の医学センター癌部門は1968年に始まり、最近同じ敷地でVan Elslander Cancer Center (略称：VECC）がオープンした。敷地は 69,000-平方フート (6,400 m2)あり、総合的治療（英語： holistic treatment）や従来の癌治療（英語：conventional cancer therapies）を行う。
University of Michigan Cancer Center Networkと連携して、 VanElslander Cancer Centerは University of Michigan や他のSt. John Health System hospitals と共に毎年 14,000例の癌の新患を治療する。

## 医学教育
セントジョン・プロビデンス・ヘルスシステムの教育病院では新卒医師を次の科目で教えている。家庭医学（英語：family medicine）、一般外科、内科、産婦人科、病理学、小児科、足の医学、救急医学。薬剤師の研修。このほかに看護学、薬学、医学検査、リハビリテーション技術（OT, PT)などの実習もある。

## 読書案内
- Greene, Jay. "Physicians, St. John Providence form ACO, gain contracting power." Crain's Detroit Business (EN). October 23, 2013.